# Yadkin Indijanci
Yadkin.-Siouan (?) pleme s rijeke Yadkin u današnjoj Sjevernoj Karolini. Prvi puta spominju se u pismu indijanskog trgovca Abrahama Wooda o priči o avanturama Jamesa Needhama i Gabriela Arthura. Ova dvojica muškaraca prošli su u ljeto 1674. teritorijem ovog plemena i naišli na njihov ‘grad’ "Yattken".  
John Lawson spominje ime Reatkin koje se odnosi na rijeku, a ne na pleme. O njima u stvari kasnije više i nema spomena. Ime Yadkin očuvalo se danas u imenu rijeke i okruga, i geografskim nazivima Yadkin Falls,  Yadkin Valley i Yadkinville.